# Mychajlivka (Distretto di Pereval's'k)
Mychajlivka (in ucraino Михайлівка?; in russo Михайловка?, Michajlovka) è un centro abitato dell'Ucraina, situato nel distretto di   Alčevs'k. Fino alla riforma del 2020, si trovava nel distretto di Pereval's'k.